# Lock-Zahl
Die Lock-Zahl (Lock number) ist eine Kennzahl für die Aerodynamik von Helikoptern. Sie gibt ein Verhältnis an zwischen den aerodynamischen Kräften, welche auf die Hebung der Rotorblätter wirken, zu den Trägheitskräften, welche die Rotorblätter in der Rotationsebene halten. Die Zahl wurde nach Christopher Noel Hunter Lock benannt, einem britischen Aerodynamiker, der in den 1920ern an Tragschraubern forschte.
Typische Rotorblätter von Drehflüglern haben eine Lock-Zahl zwischen 3 und 12, gewöhnlich um 8.
Die Lock-Zahl ist gewöhnlich 8 bis 10 für Gelenkrotoren und 5 bis 7 für scharnierlose Rotoren. Besonders steife Rotorblätter können eine Lock-Zahl bis 14 erreichen.
Größere Rotorblätter haben eine höhere Masse und mehr Trägheit, so dass eine niedrigere Lock-Zahl entsteht. Helikopterrotoren mit mehr als zwei Blätter können leichtere Blätter verwenden, so dass eine höhere Lock-Zahl entsteht.
Eine niedrige Lock-Zahl spricht für gute Autorotations-Charakteristiken aufgrund höherer Trägheit, jedoch steigt damit das Gewicht.